# Gensomaden Saiyuki
Saiyuki (en japonés, 最遊記 Saiyūki) es una serie de manga japonesa escrita e ilustrada por Kazuya Minekura. Fue originalmente serializado en la revista shōnen Monthly GFantasy de Square Enix entre febrero de 1997 y noviembre de 2001, con sus capítulos recopilados en nueve volúmenes de tankōbon; posteriormente republicado por Ichijinsha, que publicó los nueve volúmenes con nuevas portadas desde octubre de 2002 hasta junio de 2003; y una edición bunkoban de cinco volúmenes que se publicó de abril a agosto de 2015.
La historia, que se basa libremente en la novela china del siglo XVI Viaje al Oeste, que sigue a un monje llamado Genjō Sanzō que recibe la misión de viajar al oeste con un grupo de tres yōkai para evitar que alguien reviva al dios malvado Gyūmaō.
Saiyūki obtuvo anteriormente la licencia para su lanzamiento en español en España por parte de Mangaline, y en inglés en Norteamérica por Tokyopop, que publicó los nueve volúmenes entre marzo de 2004 y julio de 2005. Desde febrero de 2020 hasta enero de 2021, Kōdansha volvió a publicar la serie principal recién traducida en Norteamérica en volúmenes- de tapa dura de cuatrocientas páginas.
Saiyūki incluye dos secuelas tituladas Saiyūki Reload y Saiyūki Reload Blast, así como dos precuelas tituladas Saiyūki Gaiden y Saiyūki Ibun. La serie ha generado una franquicia que incluye cinco series de animación. Pierrot produjo una serie de animación de cincuenta episodios titulada Gensōmaden Saiyūki que se emitió desde abril de 2000 hasta marzo de 2001 y ganó el vigésimo tercer premio anual de Animage Anime Grand Prix al mejor anime. El mismo estudio desarrolló una adaptación cinematográfica animada y dos series secuelas de animación tituladas Saiyuki Reload y Saiyuki Reload Gunlock, que se transmitieron juntas en Japón desde octubre de 2003 hasta septiembre de 2004. Se produjeron otras dos series de animación: Platinum Vision hizo Saiyuki Reload Blast en 2017, y Liden Films, Saiyuki Reload: Zeroin, en 2022. También se han realizado tres OVA, diez musicales escénicos, una adaptación de novela ligera, numerosos juegos de vídeo, un audiodrama y libros de arte.
En julio de 2017, la franquicia Saiyuki ha vendido veinticinco millones de copias en circulación en todo el mundo, lo que la convierte en una de las series de manga más vendidas de todos los tiempos; se ha convertido en un pilar de la cultura manganime, y sus entradas han obtenido continuamente elogios y elogios de la crítica.

## Argumento
En Tôgenkyô (Shangri-La en la traducción), conviven pacíficamente los Youkai (demonios) y los seres humanos. Sin embargo, poco tiempo atrás, una onda de energía negativa se extendió por todo el mundo, haciendo que los yokâis perdieran el control, atacando a todos los humanos. La divinidad Kanzeon Bosatsu sospecha que este suceso puede tener relación con los intentos de resucitar a Gyûmaô, un gran yokâi que fue encerrado hace quinientos años.
Para comprobarlo, Kanzeon Bosatsu envía al monje humano Genjyo Sanzo junto con sus tres compañeros yokâis Son Goku, Cho Hakkai y Sha Gojyo partir hacia el Oeste, para encontrar dicha respuesta.

## Personajes
- Genjo Sanzo: Es un monje budista que, al tener el denominativo de "Sanzo", implica que es un monje de alto rango. Presenta un fuerte carácter nada adecuado para la profesión que ejerce. Suele amenazar a sus compañeros con matarles si se interponen en sus decisiones o le molestan. Es ateo, y tiene como armas una pistola y un sutra, con el cual puede realizar múltiples hechizos.
- Son Goku: Es un mono nacido de una roca, debido a las auras de la tierra. Tiene siempre ganas de comer. Su arma es una vara llamada Nyojibô. Es un yokâi, pero con apariencia humana debido al dispositivo que controla su fuerza que, cuando la pierde, se convierte en Seiten-taisei Son Goku, perdiendo todo control de sí mismo.
- Cho Hakkai: Antiguamente conocido como Cho Gono, es un humano que se transformó en yokâi al aniquilar 1000 demonios. Es tranquilo, tiene un carácter un tanto confuso, ya que a sus compañeros les cuesta distinguir las cosas que dice en serio o en tono bromista. Tiene un pequeño dragón volador llamada Hakuryu/Hakuryuu, que se puede transformar en un vehículo, el cual usan para dirigirse al oeste. Su técnica de lucha es el ki.
- Sha Gojyo:Es el hijo de un yokâi y una humana, prohibido según las leyes de Togenkyo, por lo que es conocido como el chico tabú. De carácter mujeriego y bromista, le gusta fastidiar a Goku. El arma que usa es una especie de bastón metálico que finaliza en una media luna.

## Manga
El manga consta de dos partes y un spin-off. Saiyûki fue publicada en la revista G-Phantasy de la editorial Enix(que después pasaría a llamarse Square-Enix) y fue recopilada en 9 tomos.
La autora retomó después la serie en la revista Cómic ZERO-SUM, de la editorial Ichijinsha, y debido al cambio de editorial tuvo que cambiar también el nombre del manga, que pasó a llamarse Saiyûki Reload, y que lleva de momento 7 tomos recopilatorios en Japón.
Saiyûki Gaiden es un spin-off de la serie, en el que se narra la vida de Gokû antes de ser encerrado en el monte Gogyo, hace más de 500 años. En esta serie salen las anteriores encarnaciones de los otros tres protagonistas.Veremos sus andanzas en el mundo celestial y sabremos que delito cometió Gokû para acabar siendo encerrado y habérsele borrado la memoria. Actualmente se publica en la Comic Zero-Sum Ward(un especial de la revista Zero-sum) y tan sólo cuenta con 2 tomos recopilatorios, aunque está prevista la salida del tercero para verano de este año.
El manga es lanzado en España por la empresa Mangaline, el cual consta de nueve tomos, con algunas páginas a color, y en formato de sentido de lectura oriental. Gracias a la serie de "crossovers" entre Mangaline y Grupo Editorial Vid, Saiyuki fue traído a Latinoamérica, con una particular traducción española.
La editorial española Mangaline ha editado Saiyûki entera y estuvo publicando Saiyuki Reload hasta que cerraron.

## Entregas de la serie Anime completa
- Gensomaden Saiyuki (2001-2002)
- Gensomaden Saiyuki REQUIEM (2002)
- Saiyuki interactive Kibou no Zaika (2002)
- Saiyuki Reload (2003)
- Saiyuki Reload Gunlock (2004)
- Saiyuki Reload Burial (2007-2008)
- Saiyuki Reload Gaiden (2011-2013)
- Saiyuki Reload Blast (2017)
- Saiyuki Reload Zeroin (2022)

## Reparto
| Personaje | Actor de voz (Japón) | Actor de voz (Latinoamérica) |
| --------- | -------------------- | ---------------------------- |
| Sanzo     | Toshihiko Seki       | none                         |
| Goku      | Sōichirō Hoshi       | none                         |
| Hakkai    | Akira Ishida         | none                         |
| Gojyo     | Hiroaki Hirata       | none                         |

- Datos: Q699760